# Arthur Ashkin
Arthur Ashkin (Nova Iorque, 2 de setembro de 1922 – Rumson, 21 de setembro de 2020) foi um físico estadunidense. Trabalhou no Bell Labs. Recebeu o Nobel de Física de 2018, juntamente com Gérard Mourou e Donna Strickland. Morreu no dia 21 de setembro de 2020 em Rumson, aos 98 anos.

## Carreira
No Bell Labs, Ashkin trabalhou no campo das microondas até cerca de 1960 a 1961, e então mudou para a pesquisa de laser. Suas pesquisas e artigos publicados naquela época diziam respeito a óptica não linear, fibras ópticas, osciladores paramétricos e amplificadores paramétricos. Além disso, no Bell Labs durante a década de 1960, ele foi o co-descobridor do efeito fotorrefrativo no cristal piezoelétrico. 
Em várias associações de sociedades profissionais, Ashkin obteve a classificação de membro da Optical Society of America (OSA), da American Physical Society (APS) e do Institute of Electrical and Electronics Engineers (IEEE). Ele se aposentou do Bell Labs em 1992, após uma carreira de 40 anos, durante os quais contribuiu para muitas áreas da física experimental. Ele foi o autor de muitos artigos de pesquisa ao longo dos anos e deteve 47 patentes. Ele recebeu o Prêmio Joseph F. Keithley por Avanços na Ciência da Medição em 2003 e o Prêmio Harvey em 2004. Ele foi eleito para a Academia Nacional de Engenharia em 1984 e para o National Academy of Sciences em 1996. Ele foi introduzido no National Inventors Hall of Fame em 2013.  Ele continuou a trabalhar em seu laboratório doméstico.
Além das pinças ópticas, Ashkin também é conhecido por seus estudos em fotorrefração, geração de segundo harmônico e óptica não linear em fibras. 
Avanços recentes em física e biologia usando micromanipulação óptica incluem a realização de condensação de Bose-Einstein em vapores atômicos em temperaturas submiliquelvin, demonstração de lasers de átomo e medições detalhadas em moléculas motoras individuais. 
O trabalho de Ashkin formou a base para o trabalho de Steven Chu no resfriamento e captura de átomos, que rendeu a Chu o Prêmio Nobel de Física em 1997.